# ミハイル・フィフテンホルツ
ミハイル・イズライレヴィチ・フィフテンホルツ（ロシア語: Михаил Израилевич Фихтенгольц、1920年6月1日 - 1985年6月5日）は、ソビエト連邦のヴァイオリニスト。

## 略歴
オデッサの生まれ。生地の音楽院でピョートル・ストリャルスキーに学んだ後、モスクワ音楽院でアブラム・ヤンポリスキーとマイロン・ポリアキンに学んだ。1935年には全ソ連青少年音楽コンクールで入賞し、1937年のエリザベート王妃国際音楽コンクールで6位入賞を果たした。
1946年頃から手の麻痺に悩まされるようになったため演奏活動を一時中断し、1947年頃からグネーシン音楽学校で教鞭を取った。